# Hippothoon
Hippothoon (altgriechisch Ἱπποθόων Hippothóōn) ist eine Figur aus der griechischen Mythologie.
Er war der Sohn des Poseidon und der Alope, der Tochter des Kerkyon von Eleusis. Er wurde von seiner Mutter ausgesetzt und von einer Stute gesäugt, bis Hirten ihn fanden und aufzogen. Die von ihrem Vater zum Tod eingekerkerte Mutter aber verwandelte Poseidon in eine gleichnamige Quelle bei Eleusis.
Als Theseus den Kerkyon im Ringkampf überwunden und getötet hatte, übertrug er dessen Herrschaft dem Hippothoon, der als Heros der attischen Phyle Hippothoontis verehrt wurde.